# 松斯博-松布瓦勒
松斯博-松布瓦勒（法語：Sonceboz-Sombeval）是瑞士的市镇，位於該國中西部，由伯恩州負責管轄，面積15.01平方公里，海拔高度653米，2011年人口1,800，四成人口信奉基督教，人口密度每平方公里120人。

## 外部連結

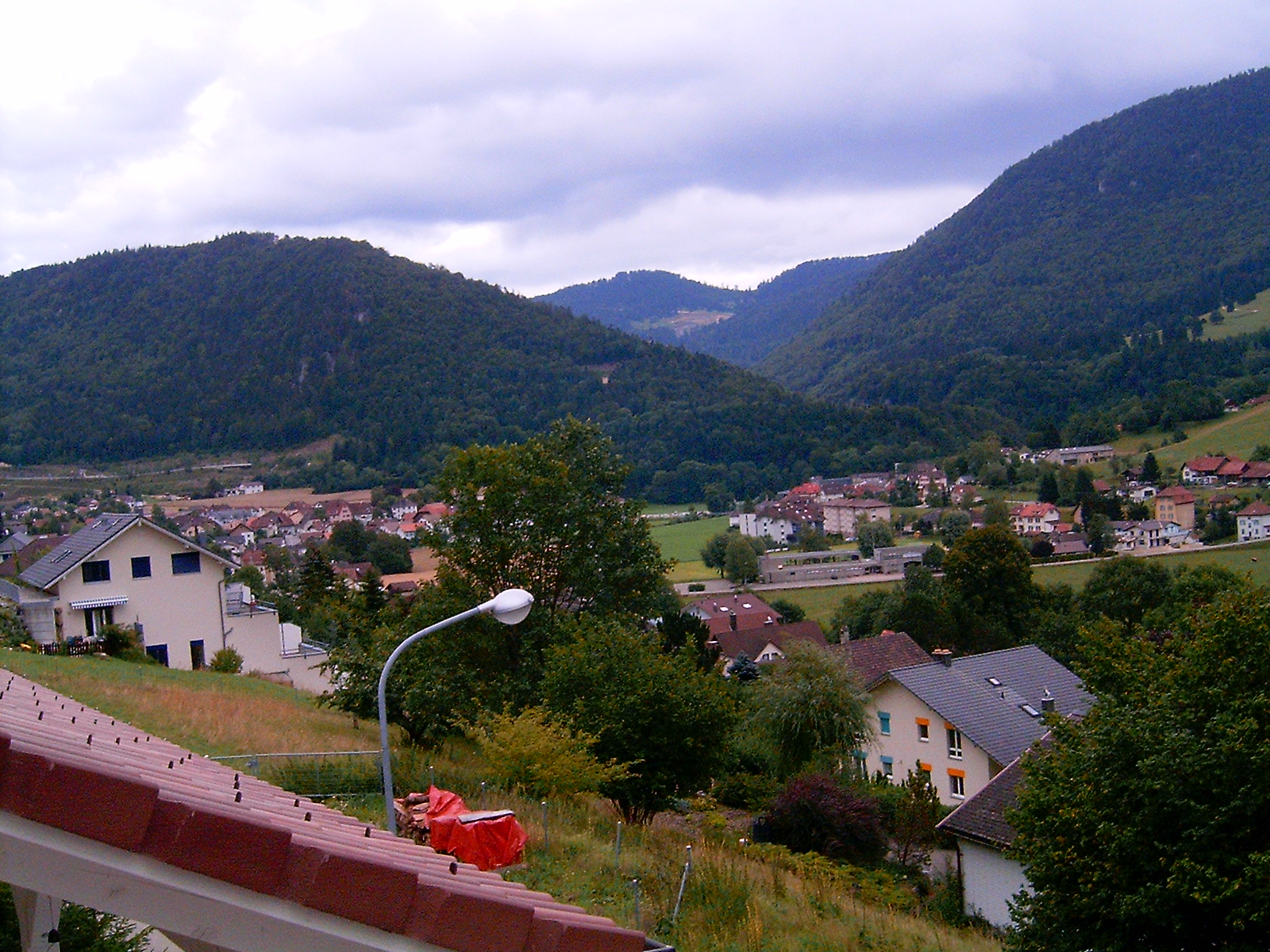

- Official website of the municipality of Sonceboz-Sombeval （页面存档备份，存于）